# Grande Rumor
O Grande Rumor foi um movimento de protesto que surgiu no sudeste e sudoeste da Inglaterra durante 1377.

## História
Os protestos começaram a eclodir no sudeste e sudoeste da Inglaterra. Os trabalhadores rurais se organizaram em grupos de protesto e se recusaram a trabalhar para seus senhores, argumentando que, segundo o Domesday Book, estavam isentos de serviços de trabalho feudal. Este argumento dependia do conceito legal de domínio antigo, e sua crença de que o Domesday Book era um reflexo preciso dos primeiros acordos de posse da terra. Apelações e petições sem sucesso foram feitas tanto aos tribunais quanto ao rei Ricardo II. Os eventos do Grande Rumor se assemelhavam muito à subsequente Revolta dos Camponeses de 1381.